# Antoine Daoud
Antoine Jamel Salem Daoud, également connu sous le nom d'Antonio Talhami (1909-1969), était un activiste palestinien né en Colombie.

## Biographie
Né en Colombie, à Bogota, dans une famille d'origine palestinienne chrétienne, il est diplômé en 1930 au  St. John's College. Il participe aux combats contre l'armée américaine au Mexique lors de la bataille de « La Segovia ». Il s'installe au Honduras en 1932 et fonde une compagnie d'aviation civile appelée TACA.
Dans les années 1930, il s'installe en France, avec ses proches, la famille Jacir, puis se dirige vers la Palestine.
Il a rejoint la police palestinienne mandataire et a été associé à la direction de la révolution de 1936 , car il a fourni des informations aux révolutionnaires et les a dissimulés, profitant de son travail dans la police des puissances coloniales. Il prend contact avec les insurgés arabes et a pris part à la grande révolte arabe en Palestine mandataire aux côtés d'Abdel Kader al-Husseini. Dans les années 1940, il a travaillé avec le consul américain à Jérusalem et est resté associé à des militants arabes. Le 11/03/1948, il conduisit la voiture du consul, piégée par Fawzi al-Qutb,  et l'amena à l'Agence juive, où elle explosa et la transforma en décombres. Les ravages de l'explosion se sont étendus au Jerusalem Post. Les pertes ont été estimées à 36 et environ 40 personnes ont été blessés.

## De Jérusalem à Cuba
En 1950 apr. J.-C., il rencontre au Guatemala Fidel Castro et Che Guevara, et il contribue avec eux à préparer la révolution à Cuba et les accompagne sur le bateau (Granma), qui constitue le premier noyau de la révolution cubaine. Il a accompagné Guevara en Bolivie dans les années 1960 et a combattu à ses côtés lors de la révolution. 

## Décès
Al-Talhami est mort au Koweït en 1969 à l'âge de 60 ans et y a été enterré enveloppé dans le drapeau palestinien.